# Cellenbeton

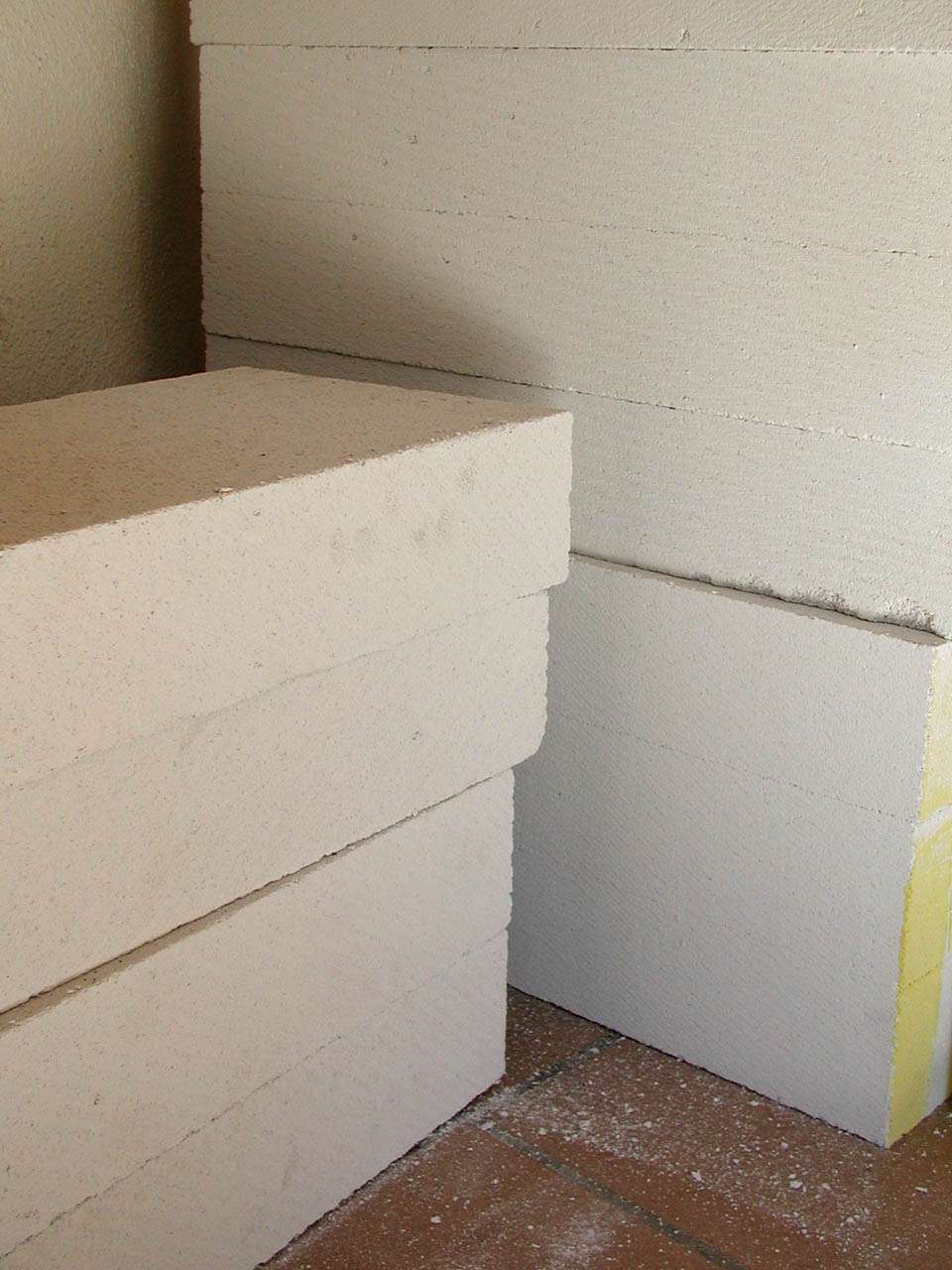
Cellenbetonblokken

Cellenbeton of gasbeton is een betonsoort die gekenmerkt wordt door zijn lage dichtheid en sterk isolerend vermogen. Door het toevoegen van een gasvormende toeslag ontstaat een poreus en isolerend materiaal. De gevormde luchtbellen staan niet met elkaar in verbinding. Schuimvormende toeslagstoffen zijn: chloorkalk, waterstofsuperoxide, aluminiumpoeder, calciumcarbid en dergelijke. De overige materialen die nodig zijn om cellenbeton te maken zijn, net als in een gewoon beton, cement, kalk, kwartszand en water. Door een chemische reactie van bijvoorbeeld het aluminium met het calciumhydroxide wordt er waterstofgas gevormd, dat in het verhardende materiaal gasbellen vormt. Het heel lichte waterstofgas ontsnapt naar de atmosfeer en de bellen worden met zwaardere lucht gevuld.
Het zand neemt 70-75 % van de totale grondstofmassa in.
Nadat de massa uit de vorm is genomen, wordt ze in het gewenste producttype gesneden: blokken, lateien, gewapende platen. Vervolgens wordt het product in een autoclaaf versteend bij een temperatuur van ongeveer 187 °C en een stoomdruk van 11 atmosfeer. Na deze behandeling krijgt het materiaal zijn definitieve eigenschappen.
De voornaamste voordelen van cellenbeton zijn, naast het lichte gewicht, de goede thermische en geluidsisolerende eigenschappen, de brandwerendheid, het warmte-accumulerende vermogen en de vorstbestendigheid.

## Geschiedenis
Sedert het begin van de 20e eeuw werd cellenbeton op laboratoriumschaal vervaardigd. In 1923 werd een octrooi verleend om het op industriële schaal toe te passen. De eerste fabriek in Nederland startte in 1953 te Vuren onder de naam Durox. Zie ook Ytong.

## Kwaliteit en aanduiding
Cellenbeton wordt aangeduid met het volumegewicht en met de druksterkte. Het materiaal is leverbaar in de volgende kwaliteiten:
- G2/400: Druksterkte > 2 N/mm², soortelijke massa < 400 kg/m³
- G4/600: Druksterkte > 4 N/mm², soortelijke massa < 600 kg/m³
- G5/800: Druksterkte > 5 N/mm², soortelijke massa < 800 kg/m³

Dit materiaal drijft dus op water.
Om onderscheid te maken tussen (ongewapend) blokken en gewapende panelen cellenbeton wordt bij de laatste een B toegevoegd. Bijvoorbeeld wand-, vloer- of dakplaten GB4/600.

## Eigenschappen
|                                               | Eenheid | G2/400   | G4/600   | G5/800   |
| --------------------------------------------- | ------- | -------- | -------- | -------- |
| Drooggewicht                                  | kg/m³   | 380      | 580      | 720      |
| Rekengewicht                                  | kN/m³   | 4,8      | 6,8      | 8,2      |
| Transportgewicht¹                             | kN/m³   | 5,8      | 7,8      | 9,2      |
| Kubusdruksterkte Karakteristiek f’ck          | N/mm²   | ≥2       | ≥4       | ≥5       |
| Kubusdruksterkte Gemiddeld f’ m               | N/mm²   | 2,3      | 4,5      | 5,6      |
| Rekenwaarde druksterkte Gelijmd f’b           | N/mm²   | 1,33     | 2,67     | 3,33     |
| Warmtegeleidingscoëfficiënt λ                 | W/mK    | 0,12     | 0,16     | 0,22     |
| Soortelijke warmte °C                         | J/kgK   | 840      | 840      | 840      |
| Diffusieweerstandsgetal µ                     |         | 4        | 5        | 6        |
| Lineaire uitzettingscoëfficiënt α             | m/mK    | 8 × 10-6 | 8 × 10-6 | 8 × 10-6 |
| Elasticiteitscoëfficiënt E’b                  | N/mm²   | 1000     | 2000     | 3000     |
| Rekenwaarde (maximale oplegdrukspanning) σ’ d | N/mm²   | 0,66     | 1,33     | 1,66     |

¹ Het gemiddeld vochtgehalte van cellenbeton bedraagt bij aflevering maximaal 20 volumeprocenten.

### Brandwerendheid
| Dikte(mm) | Brandwerendheid blokken (minuten) | Aansluitings- en dilatatievoegen gevuld met brandwerend PUR-schuim |
| --------- | --------------------------------- | ------------------------------------------------------------------ |
| 70        | ≥ 60                              | ≥ 120                                                              |
| 100       | ≥ 90                              | ≥ 180                                                              |
| 150       | ≥ 120                             | ≥ 240                                                              |
| 200       | ≥ 120                             | ≥ 360                                                              |
| 240       | ≥ 120                             | ≥ 360                                                              |
| 300       | ≥ 120                             | ≥ 360                                                              |

Afhankelijk van de klasse

### Luchtgeluidisolatie
| Type   | Dikte | Ilu;k (dB) |
| ------ | ----- | ---------- |
| G4/600 | 70    | -24        |
|        | 100   | -21        |
| G5/800 | 100   | -19        |

In de tabel is uitgegaan van een dunne, behangklare afwerking.
Scheidingswanden tussen twee verblijfsruimten in een woning moeten een luchtgeluidsisolatie (Ilu;k) van –20 dB hebben.